# 대구 파계사 설선당
대구 파계사 설선당(大邱 把溪寺 設禪堂)은 대한민국 대구광역시 동구 중대동 피계사에 있는 조선시대의 건축물이다. 1984년 7월 25일 대구광역시의 문화재자료 제7호로 지정되었다.

## 개요
파계사는 통일신라 애장왕 5년(804)에 세운 절로 법당과 부속 건물 및 여러 암자를 갖추고 있는 절이다. 적묵당과 마주보게 배치된 설선당은 인조 1년(1623)에 계관법사가 지었고 여러 차례 보수를 거쳐 오늘에 이르고 있다.
앞면 7칸·옆면 7칸 규모이며, 지붕은 옆면에서 볼 때 여덟 팔(八)자 모양과 비슷한 팔작지붕이다.
식당과 강습소로 사용하고 있는 이 건물은 소박하면서도 간결한 옛 건축의 아름다움을 보여주고 있다.

## 참고 문헌
- 파계사설선당 - 국가유산청 국가유산포털